# Ваза з газелями (Альгамбра)
Ваза з газелями (Альгамбра) — керамічна ваза з пишним арабським декором, призначена для споглядання і декорування палацової зали Двох сестер.

## Історія
З історією створення альгамбрзьких ваз не все зрозуміло. За припущеннями, їх створили для декорування зали Двох сестер у палаці Альгамбра. Місцем їх виготовлення вважають керамічну майстерню у місті Малага за часів належання міста маврам. Вази датують 14-15 століттями.

До 21 століття малоушкодженими збереглися лише вісім ваз. Розкопки і знайдені уламки довели, що самих ваз було більше. Вони досить великі за розмірами (від 130 см до 170 см заввишки). Незвичним було те, що великі за розмірами вази мали звужену нижню частину, що закінчувалась витонченим і пласким кінчиком, це робило вази непрактичними у використанні. Це логічно потягло за собою припущення, що вази мали колись якийсь постамент або пристрій для їх розташування в палацовій залі. Ваза з газелями була знайдена в окремій ніші.

## Аналіз декору вази
Арабо-мусульманське мистецтво, настояне на забороні реалістичних зображень, залишало невеликий простір для творців. Дозволеними були каліграфічні написи і геометричні чи абстрактні орнаменти. В декорі альгамбрзьких ваз якраз і переважають каліграфічні написи і орнаменти. Ваза отримала пізню назву завдяки зображенням двох газелей на її тулові, але зображення тварин настільки схематичне, що вини швидше знак тварин, ніж їх реалістичне відтворення.
Вази з палацу Альгамбра мають яйцеподібне тулово, зверху вони закінчуються гранчатим конусоподібним горлом та керамічними крилами, звернутими до горла. Керамічні вази з крилами мають вишукану форму, це і яйцеподібний низ, і овальний силует, якщо брати до уваги крила на тулові. Овали також присутні в декорі самої вази, що створює своєрідний ансамбль овальних форм. Ваза з газелями втратила одне крило, з приводу чого існують різні припущення (пошкодження або недолік технологічний).
Бік вази з газелями вважають «головним фасадом» вази. Бо декор наполягає на спогляданні саме цієї сторони виробу. В декорі переважають синій, охристий і світлий колір кераміки. Найширша частина тулова несе на собі нешироку стрічку із каліграфічним написом. Зміст напису — побажання процвітання та щастя. В розташуванні ораментів є своєрідна система, де майже математично точно чергуються ділянки з написами та ділянки з орнаментами. Водночас присутні жахання і уникнення  цілком порожніх ділянок, бо всі частини вази вкриті декором, що свідчило про середньовічну уяву про красу у кераміста-декоратора.
Ваза з газелями справила сильне враження на західноєвропейських керамістів 19 століття. Тоді ж була виконана копія вази з газелями. Порівняння оригінальної вази зламу 14-15 ст. з копією 19 ст. довело, що європейські майстри упорались лише із формою вази. Але не змогли точно відтворити її декор і вдалися до схематизації і спрощень. Логічно виходить, що мусульманський кераміст-декоратор мав помітно більше художнє обдарування, ніж його послідовники 19 століття (копія вази з газелями 19 ст. перейшла у Музей Вікторії й Альберта у Лондоні).

## Фото збережених альгамбрзьких ваз

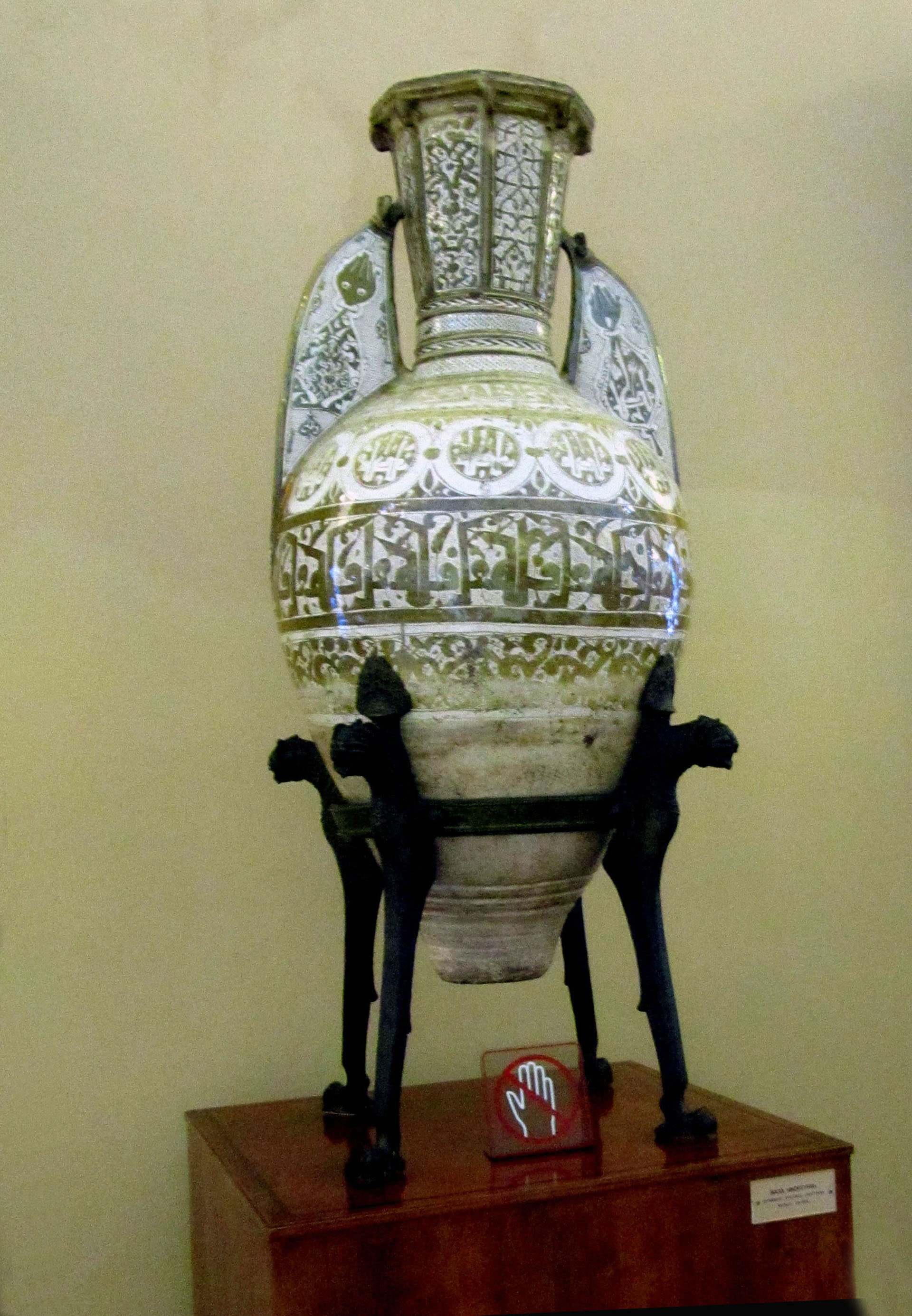
Так звана Ваза Фортуні (Альгамбра), кераміка (крилата ваза), люстр, мусульманська Іспанія, Альгамбра, 14 століття.
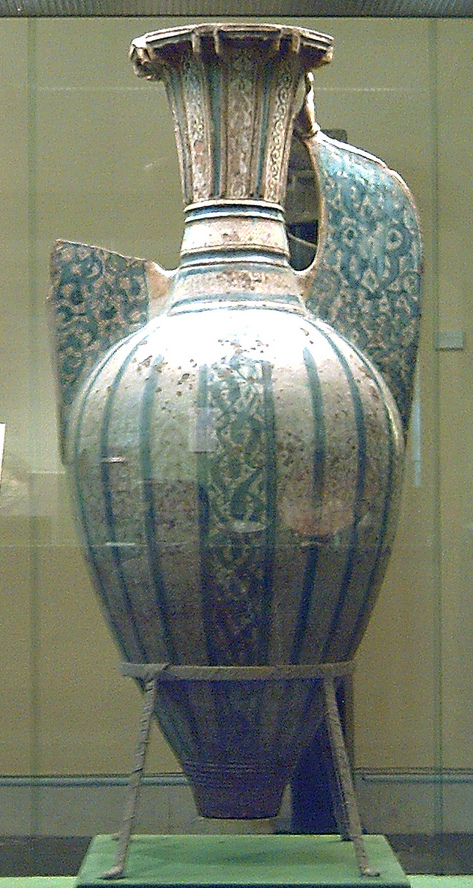